# Eduard von Borries
Eduard Ludwig von Borries, né le 27 juin 1807 à Peine et mort le 8 juin 1872 à Warmbrunn, est un fonctionnaire et homme politique prussien, membre du Parlement de Francfort en 1849. 

## Biographie
Fils d'un percepteur, Borries est né le 27 juin 1807 à Peine dans le royaume de Westphalie. Après des études de droit à Berlin commencées en 1827, il entre dans l'administration judiciaire prussienne. Assesseur d'une cour d'appel provinciale (Oberlandesgericht) de 1837 à 1843, il est nommé conseiller du tribunal provincial et municipal de Preußisch Stargard dans la province de Prusse en 1843 puis conseiller judiciaire et directeur de la justice de l'arrondissement de Karthaus en 1847.
En 1849, il succède à Ludwig von Platen comme député de la 28e circonscription de la province de Prusse, représentant l'arrondissement de Neustadt-en-Prusse-Occidentale (de), au Parlement de Francfort. Il siège du 3 février au 21 mai dans les rangs de la fraction Casino (centre-droit) et vote en mars pour l'élection du roi de Prusse Frédéric-Guillaume IV comme empereur des Allemands. 
Par la suite, il est nommé directeur du tribunal d'arrondissement à Thorn en 1854 et, plus tard, à Warmbrunn en Silésie. Il y meurt le 8 juin 1872 à 64 ans. 